# 勅額火事
勅額火事（ちょくがくかじ）は、元禄11年9月6日（1698年10月9日）に江戸で発生した大火。元禄の大火の1つで、かつては中堂火事（ちゅうどうかじ）ともいわれた。

## 経緯
元禄11年9月6日の昼前に、京橋南鍋町（山下町1丁目）の木戸から北八軒目にある仕立物屋・九右衛門宅より出火。折からの南風にあおられ、日蔭町、数寄屋橋門内に延焼、多くの大名屋敷、旗本屋敷などを焼き尽くした上、神田橋の外に延焼した。
さらに駿河台から下谷、神田明神下、湯島天神下へと火は流れ、下谷池之端の出合茶屋を総なめにしつつ浅草へと拡大。寛永寺境内にも延焼し、本殿や新築早々の仁王門、厳有院（徳川家綱廟）を焼き、三ノ輪から千住におよんだ。
一方、日本橋方面に広がった火は両国橋を焼き落として本所にまでおよんだ。半日以上燃え盛った後、22時ごろ、大雨によってようやく鎮火した。
この大火での死者は3000人以上にのぼる。大名屋敷や寺院も焼失した。なお、高家の吉良義央はこの火事で鍜治場氏上屋敷を失った後、呉服橋に転居。上杉綱憲が建築費２万5000両余を提供している。現在はパシフィックセンチュリープレイス丸の内。
「江戸の火事」も参照。

## 名称の由来
この年の8月、上野寛永寺の根本中堂・文殊楼・仁王門が落成し、9月3日に落慶法要が執り行われた。そして6日には、東山天皇に願っていた勅額が京都より到着した。「瑠璃殿」の宸筆が彫り込まれた、根本中堂に掲げるための額である。その勅額が江戸に到着した日に出火したことからこの呼び名がついた。この火事は寛永寺境内にも延焼したが、根本中堂と文殊楼は類焼を免れた。